# 千ヶ瀬バイパス

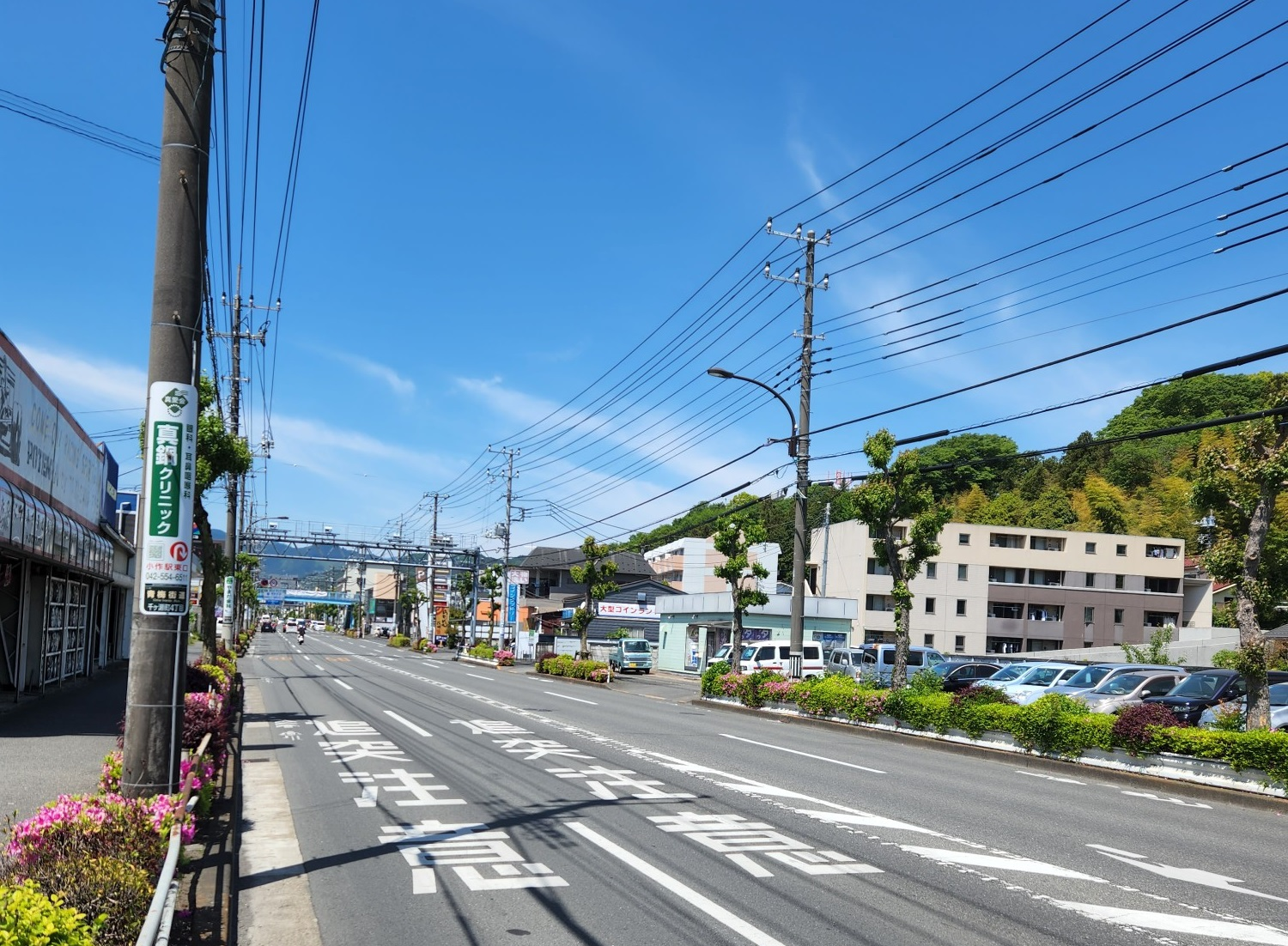
千ヶ瀬バイパス(千ヶ瀬二丁目交差点付近)

千ヶ瀬バイパス（ちがせバイパス）は、東京都道5号新宿青梅線（青梅街道）のうち東京都青梅市にあるバイパス区間の通称である。

## 概要
青梅市内中心部（青梅駅・東青梅）を通る東京都道・埼玉県道28号青梅飯能線（旧青梅街道）のバイパスとして、1978年（昭和53年）にJR青梅線のアンダーパス付近（東青梅三丁目交差点）から千ヶ瀬町を横断し、青梅市民会館南（現：青梅市文化交流センター南）交差点までの区間が供用された。同交差点から日向和田1丁目地内に向けて延伸する計画がある。2017年現在、東京都建設局が主体となって、青梅市滝ノ上町から同市裏宿町までの区間で「青梅3・4・4号線」として道路を新設する工事が進められている。

## 施設
```

```

- 青梅市文化交流センター（道路沿いではなく、「市民会館南」交差点を南下）
- 常保寺
- 青梅市立美術館
- 西武信用金庫千ヶ瀬支店
- 青梅信用金庫千ヶ瀬支店
- ブックスタマ（2020年2月16日閉店）
- マルフジ千ヶ瀬店（スーパーマーケット）
- マクドナルド千ヶ瀬マルフジ店
- マツモトキヨシ千ヶ瀬店
- セリア青梅千ヶ瀬店
- 青梅市立第二中学校
- 青梅市役所（「青梅市役所下」交差点を奥多摩街道方面へ上る）